# Ludovico Fogliani
Ludovico Fogliani (Mòdena, a finals del segle XV i mort al redós de 1549) fou un compositor i madrigalista italià. Fou autor d'un important tractat titulat Música Theorica (Venècia, 1529). També va compondre moltes obres a quatre veus que Petrucci de Fossombrone inserta en la col·lecció titulada Frottole (Venècia, 1504-08). Es pot dir que Fogliani descobrí el concepte de l'harmonia, en establir, en el tractat abans citat, que la tercera major té de representar-se per la fracció 5/4. Això ja ho intentà Zarlino, i abans d'aquest l'espanyol Bartolomé Ramos de Pareja, el qual amb motiu de referir-se a les divisions dels tetracords de Ptolemeu, defineix la tercera major amb relació a la fracció numèrica indicada, i la tercera menor amb la fracció 6/3. Fou Fogliani molt versat en les llengües antigues.

Escut dels Fogliani

El seu germà Jaume n. a Mòdena el 1474 i m. en la mateixa vila, en l'església de Sant Francesc en fou organista, va compondre un llibre de madrigals i diverses altres obres, profanes i religioses.